# Mitu
Mitu је род птица из породице Cracidae, реда кокоши који се састоји од четири врсте. Птице овог рода живе у влажним суптропским тропским шумама Јужне Америке. Перје им је црнкасто са белим или риђим подручјем између репа и ногу и врхом репа, те црвеним кљуном и ногама. 

## Врсте
| Слика | Научно име                             | Име               | Распрост.                               |
| ----- | -------------------------------------- | ----------------- | --------------------------------------- |
|       |                                        | Безкрести курасо  | Бразил, Колумбија, Гвајана и Венецуела. |
|       | - изумрле у дивљини (средином 1980-их) | Алагоашки хоко    | Североисточни Бразил                    |
|       |                                        | Салвинов курасо   | Колумбија, Еквадор и Перу.              |
|       |                                        | Оштрокљуни курасо | Амазонске кишне шуме                    |